# Тајра (Тексас)
Тајра (енгл. Tira) град је у америчкој савезној држави Тексас. По попису становништва из 2010. у њему је живело 297 становника.

## Демографија
Према попису становништва из 2010. у граду је живело 297 становника, што је 49 (19,8%) становника више него 2000. године.
| Група             | 2000.       | 2010.       |
| Белци             | 239 (96,4%) | 271 (91,2%) |
| Афроамериканци    | 0 (0,0%)    | 0 (0,0%)    |
| Азијати           | 0 (0,0%)    | 0 (0,0%)    |
| Хиспаноамериканци | 2 (0,8%)    | 18 (6,1%)   |
| Укупно            | 248         | 297         |